# Mona Vale, New South Wales
Mona Vale este o suburbie în Sydney, Australia.